# The Baths

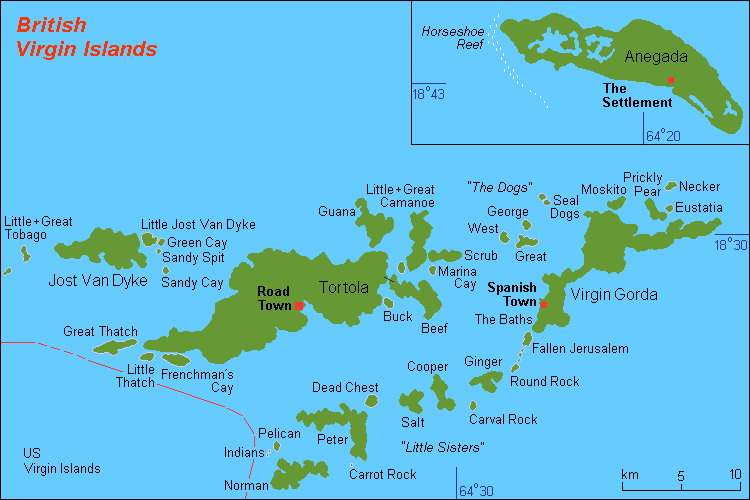
Brittiska Jungfruöarna

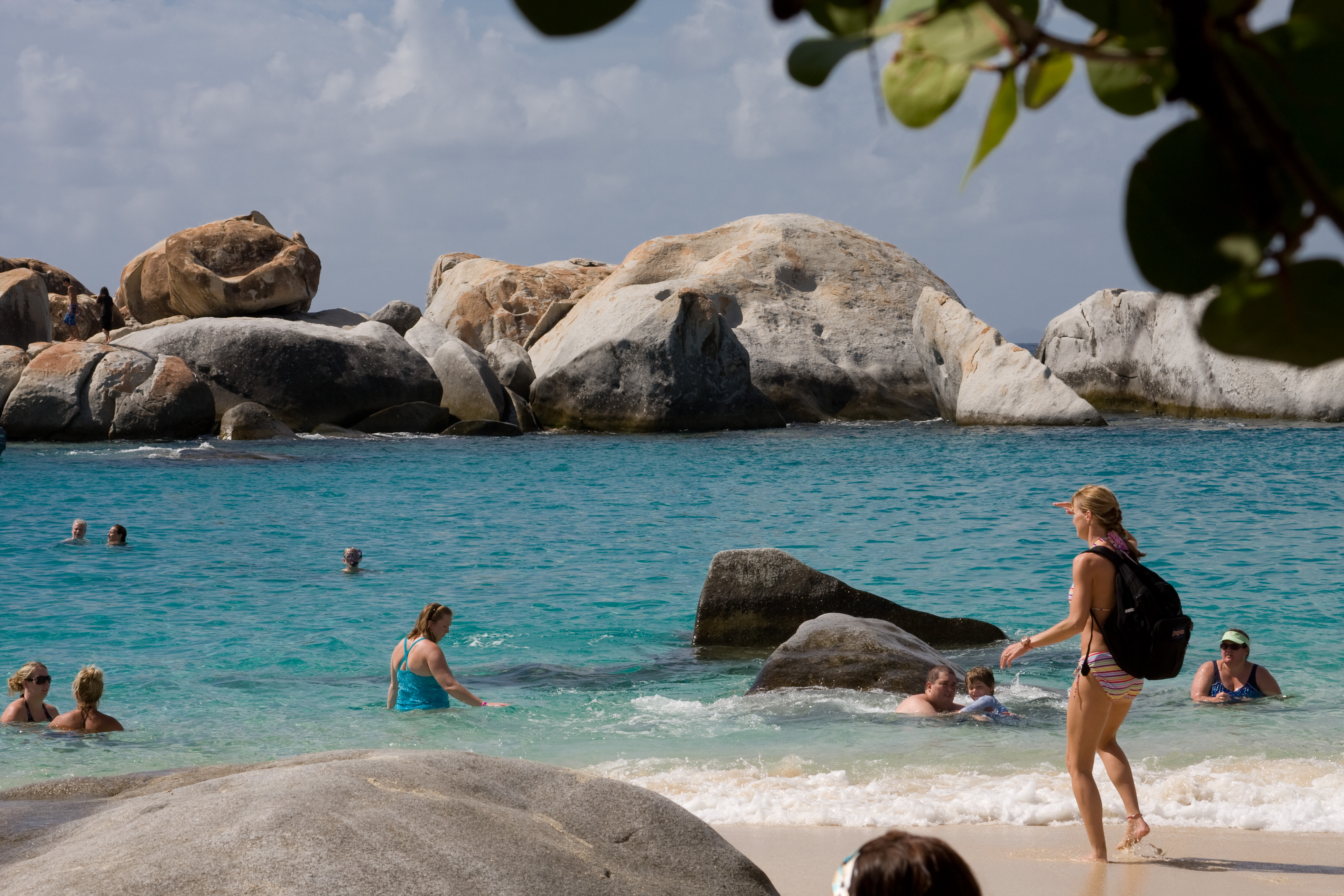
”The Baths”

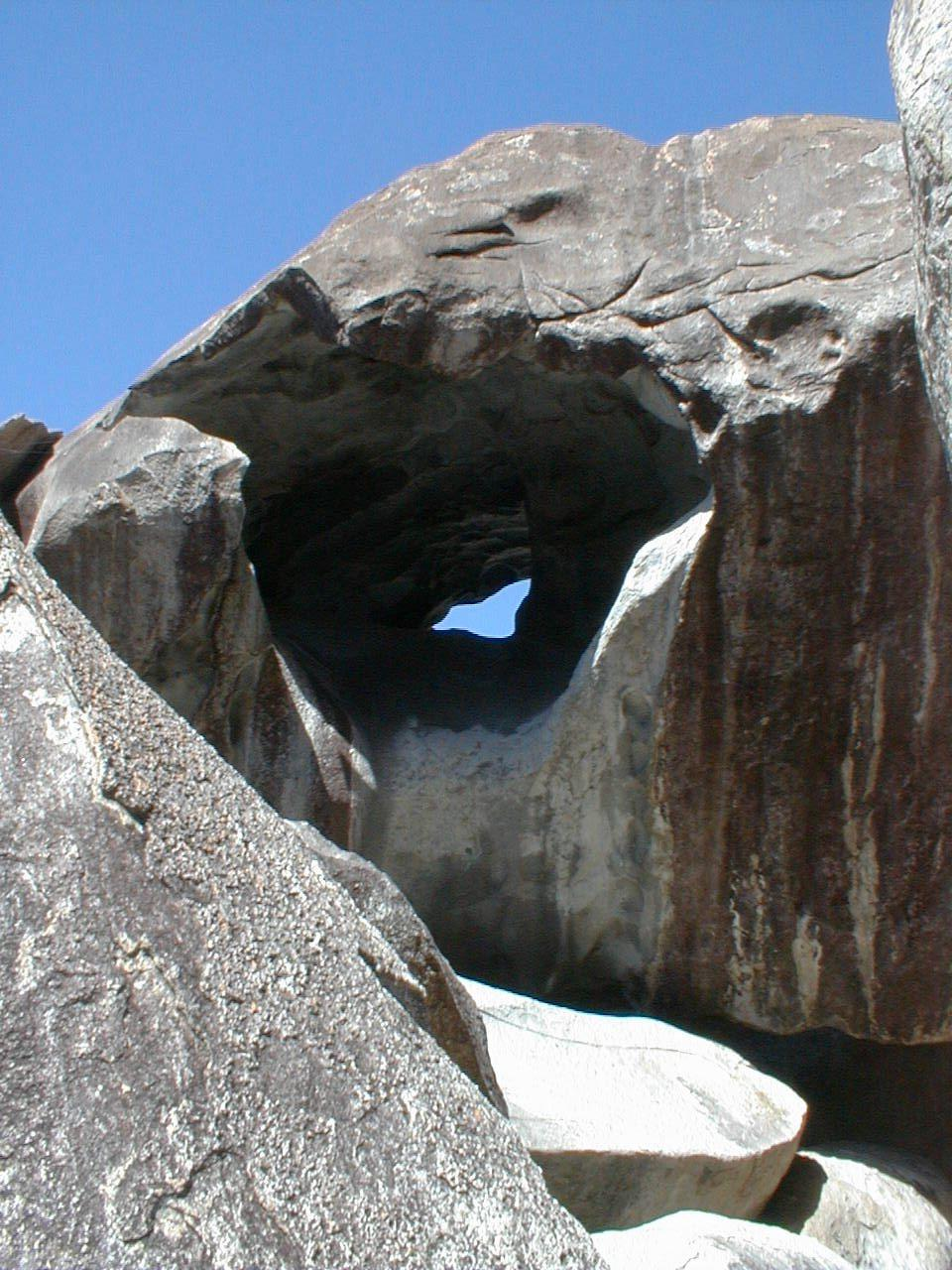
Liten grottformation

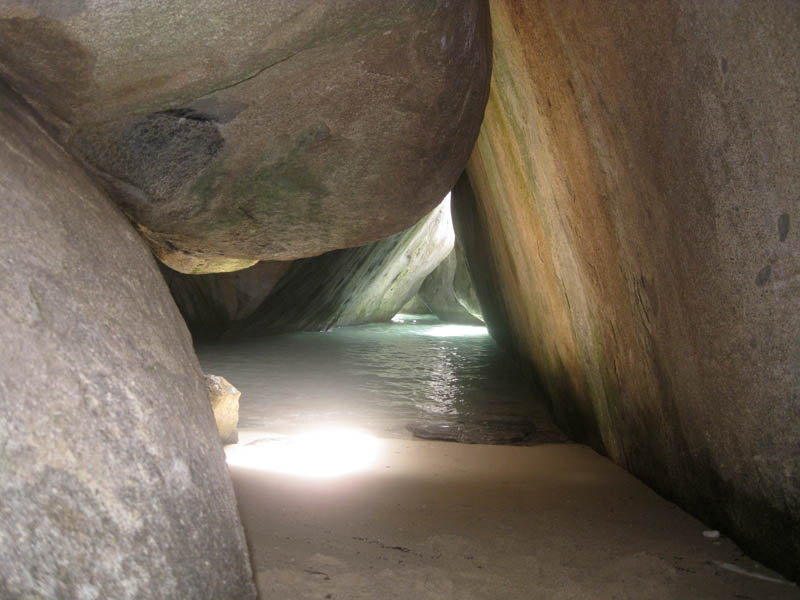

The Baths (engelska The Baths, "Badrummet") är ett strandområde på ön Virgin Gorda i ögruppen Brittiska Jungfruöarna i Västindien.

## Geografi
"The Baths" ligger ca 2 km söder om huvudorten Spanish Town längst söderut på ön mellan vikarna Spring Bay och Devil's Bay.
"The Baths" är ett område med unika geologiska klippformationer och utgör öns populäraste turistmål.

## Området
Området är av vulkaniskt ursprung och består av en rad spridda större och mindre granitstenar som formar små bassänger, tunnlar, valv och öppna grottor som kan nås från havet. De största stenarna är upp mot 12 m långa.
Sedan 1990 är "The Baths" en nationalpark och även de kringliggande vikarna är nationalparker.
Idag är området ett populärt utflyktsmål för bad och snorkling.